# Manuel Perovic
Manuel Perovic (* 1973) ist ein Schweizer Komponist und Arrangeur. 

## Wirken
Manuel Perovci studierte ab 1993 am Konservatorium Winterthur mit Konzentration in Performance und Theorie. Von 1996 bis 1999 setzte er seine Studien am Berklee College of Music in Boston bei Greg Hopkins und Phil Wilson fort (Bachelor of Music in Jazz Composition mit Auszeichnung). Im Jahre 2000 gewann er ein Stipendium für das Henri Mancini Institute of Music in Los Angeles, wo er sein Kompositionsstudium bei Jack Smalley, Manny Albam und Hans Zimmer vertiefte. Dann studierte er an der Zürcher Hochschule der Künste Klassische Komposition bei Thomas David Müller und Daniel Glaus. 
1999 und 2000 war er mit seinen Arrangements auf der jährlich erscheinenden Best of Berklee Studio Production Projekts-CD vertreten. Neben der Orchestration für Big Bands wie etwa für Marc Secara und sein Berlin Jazz Orchestra, das Jürg Wickihalder Orchestra und das Streule Jazz Orchestra betätigte er sich auch als Komponist für Werbespot, Kurzfilme und andere Projekte. Weiterhin unterrichtet er seit 2002 Musiktheorie und Hörtraining an der Jazzschule Zürich und der Zürcher Hochschule der Künste.

## Preise und Auszeichnungen
Perovic gewann den Ersten Preis bei der USA Songwriting Competition 2000; im folgenden Jahr wurde er Finalist in den Kategorien Instrumental und Jazz.

## Diskographische Hinweise
- Jürg Wickihalder Orchestra mit Tim Krohn und Manuel Perovic Narziss und Goldmund (Intakt Records 2012, mit Damian Zangger, Bernard Bamert, Florian Egli, Michael Jaeger, Chris Wiesendanger, Mia Lindblom, Frantz Loriot, Seth Woods, Daniel Studer)[2]
- Frantz Loriot, Manuel Perovic, Notebook Large Ensemble Urban Furrow (Clean Feed Records 2015, mit Joachim Badenhorst, Sandra Weiss, Matthias Spillmann, Silvio Cadotsch, Dave Gisler, Deborah Walker, Silvan Jeger, Yuko Oshima)